# Polygonum hassanabdalicum
Polygonum hassanabdalicum är en slideväxtart som beskrevs av M.N. Chaudhri. Polygonum hassanabdalicum ingår i släktet trampörter, och familjen slideväxter. Inga underarter finns listade i Catalogue of Life.